# Власний капітал компанії
Вла́сний капіта́л компанії, акціонерний капітал (англ. Equity, ownership equity) —
1. Капітал, створений за рахунок: 1) інвестицій у власний капітал і 2) нерозподіленого прибутку компанії.
2. Залишкова вартість (чиста вартість) активів компанії, яка залишається після погашення всіх її зобов'язань, тобто це різниця між активами і зобов'язаннями компанії.
3. Претензії (вимоги) з боку інвесторів у власний капітал на частку в чистому прибутку підприємства і в його активах.
4. Сума звичайних і привілейованих акцій компанії.

Власний капітал показує частку майна підприємства, яка фінансується за рахунок коштів власників і власних засобів підприємства.
Власний капітал підприємства — це підсумок першого розділу пасиву балансу, тобто перевищення балансової вартості активів підприємства над його зобов'язаннями.

## Сутність власного капіталу
Сутність власного капіталу підприємства проявляється через його функції. Основні функції такі:
1. Функція заснування та введення в дію підприємства. Власний капітал у частині статутного є фінансовою основою для запуску в дію нового суб'єкта господарювання.
2. Функція відповідальності та гарантії. Як уже було зазначено, статутний капітал є свого роду кредитним забезпеченням для кредиторів підприємства. Власному капіталу в пасиві балансу відповідають чисті активи в активній стороні балансу. Чим більший власний капітал підприємства, зокрема статутний капітал, тим більших збитків може зазнати підприємство без загрози інтересам кредиторів, отже, тим вищою є його кредитоспроможність.
3. Захисна функція. У той час, як попередня функція характеризує значення власного капіталу та статутного капіталу для кредиторів, захисна функція показує, яке значення має власний капітал для власників. Чим більший власний капітал, тим краще захищеним є підприємство від впливу загрозливих для його існування факторів, оскільки саме за рахунок власного капіталу можуть покриватися збитки підприємства. Якщо в результаті збиткової діяльності відбувається перманентне зменшення власного та статутного капіталу, то підприємство може опинитися на межі банкрутства.
4. Функція фінансування та забезпечення ліквідності. Внесками у власний капітал, разом зі спорудами, обладнанням, цінними паперами та іншими матеріальними цінностями, можуть бути грошові кошти. Вони можуть використовуватися для фінансування операційної та інвестиційної діяльності підприємства, а також для погашення заборгованості по позичках. Це, у свою чергу, підвищує ліквідність підприємства, з одного боку, та потенціал довгострокового фінансування, з іншого.
5. База для нарахування дивідендів і розподілу майна. Одержаний протягом року прибуток або розподіляється та виплачується власникам корпоративних прав у вигляді дивідендів, або тезаврується (спрямовується на збільшення статутного чи резервного капіталу). Нарахування дивідендів, як правило, здійснюється за встановленою ставкою відповідно до частки акціонера (пайовика) в статутному капіталі. Аналогічним чином відбувається розподіл майна підприємства у разі його ліквідації чи реорганізації.
6. Функція управління та контролю. Згідно із законодавством власники підприємства можуть брати участь в його управлінні. Найвищим органом АТ чи ТОВ є збори учасників товариства, які призначають керівні органи та ревізійну комісію. Фактичний контроль над підприємством здійснює власник контрольного пакета його корпоративних прав. Володіння контрольним пакетом дає можливість проводити власну стратегічну політику розвитку підприємства, формувати дивідендну політику, контролювати кадрові питання. Таким чином, статутний капітал забезпечує право на управління виробничими факторами та майном підприємства.
7. Рекламна (репрезентативна) функція. Солідний статутний капітал (власний капітал) підприємства створює підґрунтя для довіри до нього не тільки з боку інвесторів, а й з боку постачальників факторів виробництва і споживачів готової продукції. Крім того, підприємству із солідним власним капіталом набагато легше залучити кваліфікований персонал.

## Основні складові власного капіталу
Основними складовими власного капіталу є:
1. Статутний капітал
2. Пайовий капітал
3. Додатково вкладений капітал
4. Інший додатковий капітал
5. Резервний капітал
6. Нерозподілений прибуток (непокритий збиток)
7. Неоплачений капітал
8. Вилучений капітал

### Статутний (номінальний) капітал
Статутний капітал — сума вкладів власників підприємства в його активи за номінальною вартістю згідно із засновницькими документами.
В окремих підприємств складовою власного капіталу є пайовий капітал.

### Пайовий капітал
Пайовий капітал — це сукупність коштів фізичних і юридичних осіб, добровільно розміщених у товаристві відповідно до установчих документів для здійснення його господарсько-фінансової діяльності. Для забезпечення розвитку господарської діяльності підприємства пайовиками можуть вноситися додаткові пайові внески на добровільних засадах. При щорічному розподілі прибутку за рішенням зборів пайовиків на обов'язкові та додаткові пайові внески нараховуються дивіденди, які можуть бути зараховані на поповнення паю.
Важливими складовими власного капіталу є резерви, які можуть бути сформовані у формі додаткового (капітальні резерви) та резервного капіталу (резерви, створені за рахунок чистого прибутку).
Номінальна вартість акцій (часток) — це та вартість, яка відображається в сертифікаті акцій (чи у свідоцтві учасника) та в умовах їх випуску і береться до уваги при визначенні кількості голосів на зборах та реалізації інших прав власників. Сукупна номінальна вартість корпоративних прав, випущених підприємством, становить його номінальний, або статутний, капітал.

### Нерозподілений прибуток
Нерозподілений прибуток (непокритий збиток) є складовою частиною власного капіталу, що залишається у підприємства після виплати доходів власникам та формування резервного капіталу.

### Додатковий капітал
Додатковий капітал являє собою інший капітал, вкладений учасниками товариства (емісійний дохід, тобто дохід отриманий від розміщення акцій власної емісії за цінами, які перевищують номінальну вартість) або одержаний у процесі господарської діяльності підприємства внаслідок до оцінки активів, безоплатного отримання необоротних активів, іншого додаткового капіталу.

### Резервний капітал
Резервний капітал — це сума резервів, створений підприємством відповідно до чинного законодавства або статутних документів.
Резервний (страховий) капітал створюється господарськими товариствами в розмірі, встановленому засновницькими документами, але не менше 25 відсотків статутного капіталу. Щорічний розмір відрахувань до резервного (страхового) капіталу також встановлюється засновницькими документами, але не може бути меншим за 5 відсотків суми чистого прибутку.
Резервний капітал господарського товариства створюється з метою покриття можливих в майбутньому не передбачуваних збитків, втрат. Резервний капітал може використовуватися для покриття балансового збитку підприємства за звітний період, на виплату дивідендів при недостатності нерозподіленого прибутку, на інші цілі передбачені законодавством.

### Вилучений капітал
Вилучений капітал — це фактична собівартість акцій власної емісії, викуплених товариством у своїх акціонерів.
Акціонерне товариство має право викупити в акціонера оплачені ним акції тільки за рахунок сум, що перевищують статутний капітал, для їх подальшого перепродажу, розповсюдження серед своїх працівників, анулювання.

### Неоплачений капітал
Джерелом формування статутного капіталу є грошові та матеріальні внески засновників. У випадку внесення засновниками до статутного капіталу матеріальних ресурсів, первісною вартістю є їх справедлива вартість, погоджена між засновниками, за якою активи зараховуються на баланс підприємства.
Неоплачений капітал є нічим іншим, як заборгованістю засновників (учасників) по внесках до статутного капіталу.